# لويز أنطونيو فلوري فيلهو
لويز أنطونيو فلوري فيلهو هو سياسي برازيلي، ولد في 30 مارس 1949 في ساو جوزية دو ريو بريتو في البرازيل. نشط حزبياً في حزب العُمال البرازيلي ‏. وقد انتخب النائب الاتحادي لساو باولو ‏.